# والنر فرانکوویچ
والنر فرانکوویچ (انگلیسی: Valner Franković؛ زادهٔ ۹ مهٔ ۱۹۶۸) بازیکن هندبال اهل کرواسی بود.